# Unité urbaine des Abrets en Dauphiné
L'unité urbaine des Abrets en Dauphiné est une unité urbaine française centrée sur la communes de Les Abrets en Dauphiné dans le département de l'Isère, en région Auvergne-Rhône-Alpes.

## Données générales
Dans le zonage réalisé par l'Insee en 2010, l'unité urbaine était composée de quatre communes.
Dans le nouveau zonage réalisé en 2020, elle est toujours composée de quatre communes. 

## Composition 2020 de l'unité urbaine
Elle est composée des quatre communes suivantes.
| Nom                    | Code Insee | Département | Statut       | Superficie (km2) | Population (dernière pop. légale) | Densité (hab./km2) | Modifier                                    |
| ---------------------- | ---------- | ----------- | ------------ | ---------------- | --------------------------------- | ------------------ | ------------------------------------------- |
| Les Abrets en Dauphiné | 38001      | Isère       | ville-centre | 27,41            | 6 713 (2022)                      | 245                | modifier les données · modifier les données |
| Charancieu             | 38080      | Isère       | banlieue     | 5,53             | 748 (2022)                        | 135                | modifier les données · modifier les données |
| Chimilin               | 38104      | Isère       | banlieue     | 9,66             | 1 396 (2022)                      | 145                | modifier les données · modifier les données |
| Montferrat             | 38256      | Isère       | banlieue     | 12,26            | 1 839 (2022)                      | 150                | modifier les données · modifier les données |

## Évolution démographique
| 1968  | 1975  | 1982  | 1990  | 1999  | 2009  | 2014   | 2020   |
| ----- | ----- | ----- | ----- | ----- | ----- | ------ | ------ |
| 5 648 | 5 830 | 6 938 | 7 565 | 7 775 | 9 342 | 10 369 | 10 455 |

#### Données générales
- Unité urbaine
- Aire d'attraction d'une ville
- Aire urbaine (France)
- Liste des unités urbaines de France

#### Données démographiques en rapport avec l'unité urbaine Les Abrets en Dauphiné
- Aire d'attraction des Abrets en Dauphiné
- Grenoble
- Arrondissement de La Tour-du-Pin

#### Données démographiques en rapport avec l'Isère
- Démographie de l'Isère